# Śpiesznik rysień

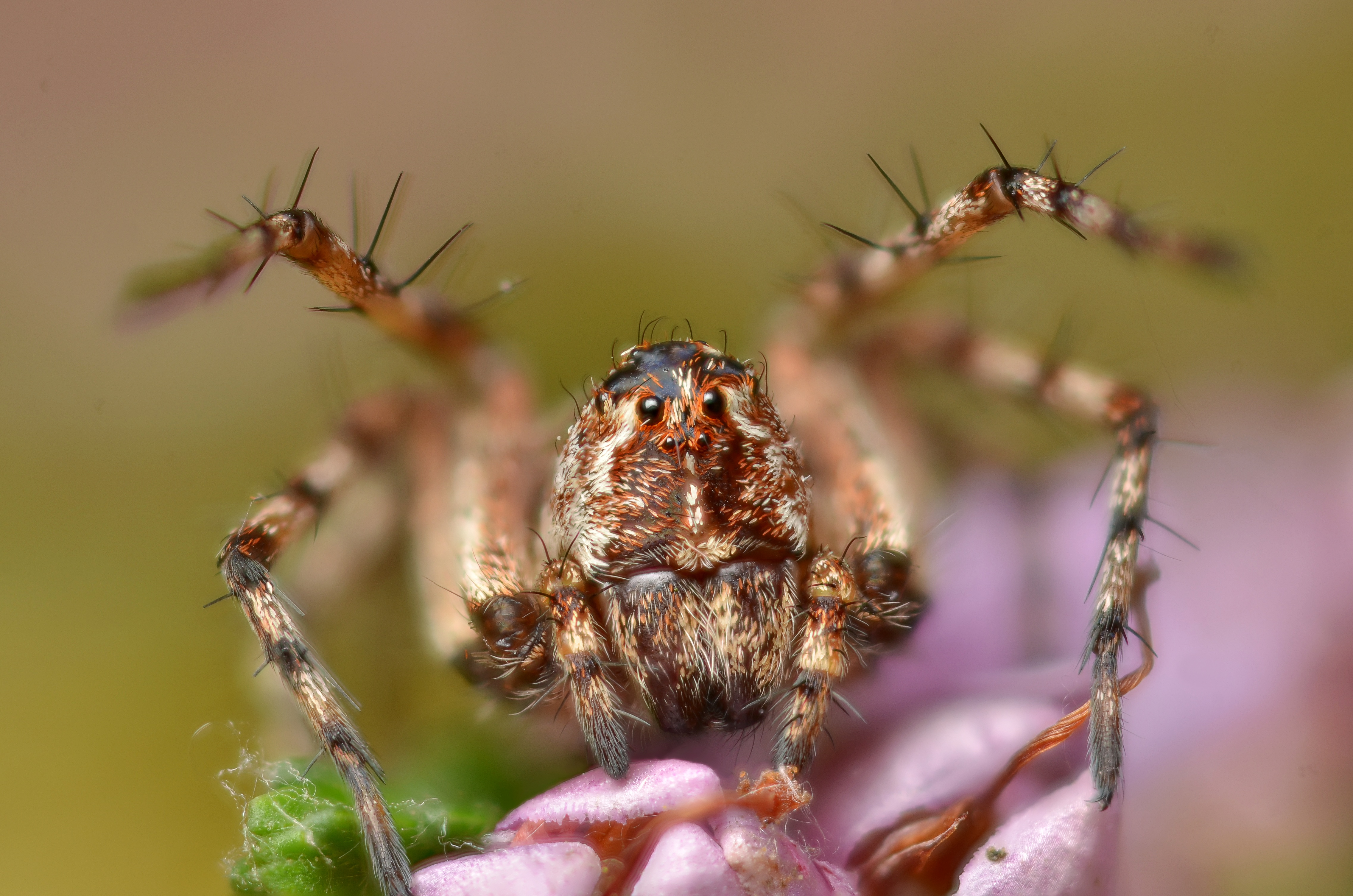
Widok z przodu

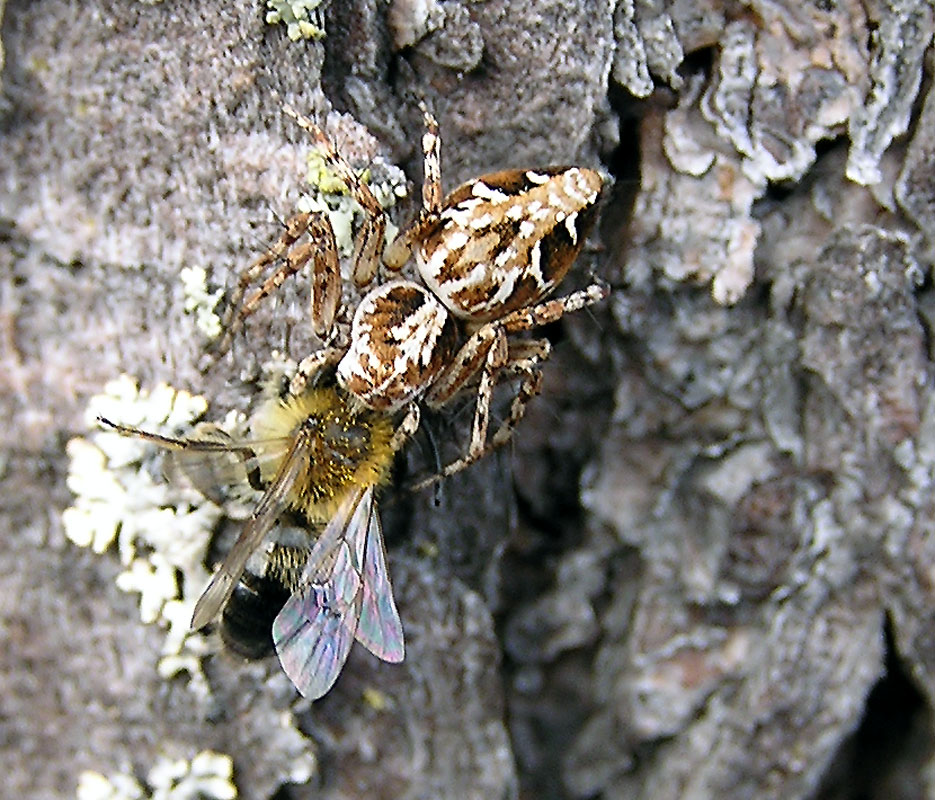
Śpiesznik rysień z ofiarą

Śpiesznik rysień (Oxyopes ramosus) – gatunek pająka z rodziny śpiesznikowatych. Cechuje się rudobrązowym ubarwieniem z biało–czarnym wzorem. Zamieszkuje otwarte siedliska o niskiej roślinności. Występuje w większej części Europy, Turcji, Uzbekistanie i na Syberii.

## Taksonomia
Gatunek ten został opisany w 1778 przez F.W. Martiniego i J.A.E. Goeze jako Aranea ramosus. Do rodzaju Oxyopes przeniesiony został w 1876 przez E. Simona.

## Opis
Pająk ten osiąga długość ciała od 6 do 10 mm. Ubarwiony jest rudobrązowo z biało–czarnym wzorem. Przednia część karapaksu jest u niego uderzająco wysoka i zwężona ku tyłowi, wyposażona w ośmioro małych oczu, rozmieszczonych w czterech nierównej szerokości rzędach. Odnóża ma wyposażone w długie kolce. Epigyne samicy charakteryzuje się dużą szerokością, czarną częścią środkową i środkowym języczkiem węższym niż u O. heterophthalmus. Nogogłaszczki samca mają małe apofizy goleniowe i bardziej nabrzmiałe bulbusy niż u O. heterophthalmus i O. lineatus.

## Zachowanie i ekologia
Śpiesznik rysień jest aktywnie polującym za dnia drapieżcą. Zdolny jest do bardzo szybkiego biegania po roślinności oraz do wykonywania skoków. Do swojej ofiary podkrada się powoli, po czym wykonuje w jej kierunku błyskawiczny skok.
Pająk ten zamieszkuje siedliska otwarte, słoneczne, porośnięte wrzosem i niskimi krzewami. Spotykany jest na wrzosowiskach, torfowiskach wysokich, murawach kserotermicznych, skrajach lasów i innej niskiej roślinności.

## Rozprzestrzenienie i zagrożenie
Gatunek palearktyczny. W Europie szeroko rozprzestrzeniony, ale nieczęsty, podawany z Austrii, Białorusi, Belgii, Bułgarii, Chorwacji, Czech, Danii, Estonii, Finlandii, Francji, Grecji, Holandii, Liechtensteinu, Litwy, Luksemburga, Łotwy, Macedonii Północnej, Mołdawii, Niemiec, Norwegii, Polski, Rumunii, Rosji, Słowacji, Słowenii, Szwecji, Szwajcarii, Ukrainy, Węgier i Włoch. Znany również z wysp Morza Śródziemnego (Dodekanezu i Sycylii). W Azji występuje w Turcji, Uzbekistanie i południowej Syberii. W Polsce jest jedynym przedstawicielem śpiesznikowatych.
W Danii wpisany jest na czerwoną listę jako krytycznie zagrożony. W Norwegii ma status narażonego na wyginięcie – odkryty został w 1871, a potem znaleziony dopiero w 2006. Umieszczony został również na czerwonej liście Niemiec. W Europie Środkowej miejscami bywa liczny. Zagraża temu pająkowi utrata siedlisk, w tym wskutek zmian w ich szacie roślinnej, wywołanych np. wydeptywaniem czy osuszaniem.